# Diccionario Griego-Español
Pour les articles homonymes, voir DGE.
Le Diccionario Griego-Español (abrégé DGE) est un dictionnaire grec ancien-espagnol en plusieurs volumes réalisé par le Consejo Superior de Investigaciones Científicas à Madrid et en cours de publication depuis 1980. Le DGE est le dictionnaire savant de référence du grec ancien, plus complet et plus à jour que le Liddell–Scott–Jones anglais.
Le volume 7, publié en 2009, a atteint la lettre epsilon. Le premier volume a d'ores et déjà bénéficié d'une édition revue en 2008.